# Moechotypa umbrosa
Moechotypa umbrosa là một loài bọ cánh cứng trong họ Cerambycidae.